# Machiko Kyō

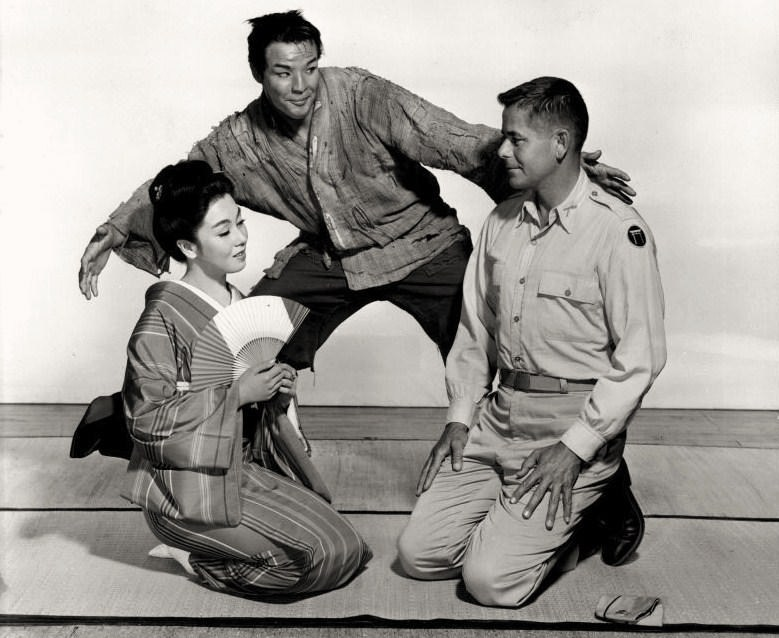
Imatge resultant de la restauració i modificació de part d'una fotografia publicitària de la pel·lícula de 1956 The Teahouse of the August Moon: M. Kyō, Marlon Brando i Glenn Ford

Machiko Kyō (|京マチ子|Kyō Machiko, Osaka, 25 de març de 1924 - Tòquio, 12 de maig de 2019) va ser una actriu japonesa.

## Biografia
Va començar la seua carrera artística com a ballarina en una companyia d'Osaka abans de ser contractada per Daiei en 1949. Durant la dècada de 1950, va treballar amb alguns dels cineastes més importants de la història del cinema japonés i va actuar en com Rashōmon (1950) d'Akira Kurosawa i Els contes de la lluna pàl·lida després de la pluja (1953) de Kenji Mizoguchi.
En 1956, va participar en la seua única pel·lícula no japonesa, The Teahouse of the August Moon, una comèdia nord-americana de Daniel Mann en la qual va actuar juntament amb Marlon Brando i Glenn Ford. Aquest paper li va valer una nominació per a un Globus d'Or.
La seua última actuació per al cinema va ser en 1984 en la pel·lícula Kesho de Kazuo Ikehiro. En 1995, va rebre un premi de l'Acadèmia de Cinema Japonés per la seua trajectòria. Va actuar en al voltant de cent pel·lícules entre 1944 i 1984.